# Beiträge zur Beschreibung von Schlesien
Beiträge zur Beschreibung von Schlesien (także: Beyträge zur Beschreibung von Schlesien) – trzynastotomowy (lub dziewięciotomowy) opis Śląska autorstwa Friedricha Alberta Zimmermanna wydany w latach 1783–1796 w Brzegu. Należy do najcenniejszych historycznych opisów geograficzno-statystycznych Śląska.
Kolejne tomy ukazywały się w następujących latach: 1 i 2 (1783), 3 (1784), 4 i 5 (1785), 6 (1786), 7 (1787), 8 i 9 (1789), 10 (1791), 11 (1794), 12 (1795) oraz 13 (1796). Dzieło daje wierny obraz stosunków narodowościowych na terenie Śląska na przełomie XVIII i XIX wieku. Autor wytyczył dosyć dokładnie przebieg niemiecko-polskiej granicy językowej w regionie, a także stwierdził bez zastrzeżeń, że polska ludność Śląska stanowi część narodu polskiego.